# Heorhi Leonchuk
Heorhi Ihorovych Leonchuk –en ucraniano, Георгій Ігорович Леончук– (Potsdam, RDA, 24 de mayo de 1974) es un deportista ucraniano que compitió en vela en la clase 49er. 
Participó en tres Juegos Olímpicos de Verano, entre los años Sídney 2000 y 2008, obteniendo una medalla de plata en Atenas 2004, en la clase 49er (junto con Rodion Luka).
Ganó cuatro medallas en el Campeonato Mundial de 49er entre los años 2001 y 2008, y dos medallas en el Campeonato Europeo de 49er, plata en 2000 y bronce en 2008.

## Palmarés internacional
| \| Juegos Olímpicos \| Juegos Olímpicos \| Juegos Olímpicos \| Juegos Olímpicos \| \| Año \| Lugar \| Medalla \| Clase \| \| ------------------ \| -------------------------- \| ----------------- \| ---------------- \| \| 2004 \| Atenas (Ucrania) \| Medalla de plata \| 49er \| \| Campeonato Mundial \| \| \| \| \| Año \| Lugar \| Medalla \| Clase \| \| 2001 \| Malcesine (Italia) \| Medalla de bronce \| 49er \| \| 2003 \| Cádiz (España) \| Medalla de bronce \| 49er \| \| 2005 \| Moscú (Rusia) \| Medalla de oro \| 49er \| \| 2008 \| Melbourne (Australia) \| Medalla de bronce \| 49er \| \| Campeonato Europeo \| \| \| \| \| Año \| Lugar \| Medalla \| Clase \| \| 2000 \| Medemblik (Países Bajos) \| Medalla de plata \| 49er \| \| 2008 \| Palma de Mallorca (España) \| Medalla de bronce \| 49er \| |                            |                   |       |
| Juegos Olímpicos |                            |                   |       |
| Año | Lugar                      | Medalla           | Clase |
| 2004 | Atenas (Ucrania)           | Medalla de plata  | 49er  |
| Campeonato Mundial |                            |                   |       |
| Año | Lugar                      | Medalla           | Clase |
| 2001 | Malcesine (Italia)         | Medalla de bronce | 49er  |
| 2003 | Cádiz (España)             | Medalla de bronce | 49er  |
| 2005 | Moscú (Rusia)              | Medalla de oro    | 49er  |
| 2008 | Melbourne (Australia)      | Medalla de bronce | 49er  |
| Campeonato Europeo |                            |                   |       |
| Año | Lugar                      | Medalla           | Clase |
| 2000 | Medemblik (Países Bajos)   | Medalla de plata  | 49er  |
| 2008 | Palma de Mallorca (España) | Medalla de bronce | 49er  |